# New Mexico Commissioner of Public Lands

Das große Siegel von New Mexico

Der New Mexico Commissioner of Public Lands gehört zu den konstitutionellen Ämtern des Staates New Mexico. Im Rahmen seiner Aufgaben ist er für alle öffentlichen Liegenschaften und Abbaurechte verantwortlich sowie die Überwachung von Pacht- und Lizenzgebühren für die Nutzung von öffentlichen Liegenschaften im Staat New Mexico.
Das Amt wurde im Jahr 1912 mit einer fünfjährigen Amtszeit geschaffen. Der Amtsinhaber wird von der wahlberechtigten Bevölkerung von New Mexico gewählt. Zu den Wahlen im Jahr 1916 wurde die Amtszeit auf zwei Jahre reduziert mit der Möglichkeit einer einmaligen Wiederwahl. Die Amtszeit wurde zu den Wahlen im Jahr 1970 dann auf vier Jahre verlängert. Eine Wiederwahl war nicht möglich. Zu den Wahlen im Jahr 1990 erfolgte eine weitere Änderung. Die Amtszeit verblieb bei vier Jahren. Dafür wurde die Möglichkeit einer einmaligen Wiederwahl eingeräumt. Zu den Wahlen im Jahr 2010 wurde die Möglichkeit einer einmaligen Wiederwahl wieder abgeschafft.
Der amtierende New Mexico Commissioner of Public Lands ist Aubrey Dunn junior, welcher seinen Posten am 1. Januar 2015 antrat.

## Liste der New Mexico Commissioners of Public Lands
| #  | Commissioner of Public Lands | Bild | Amtszeit  | Parteizugehörigkeit |
| -- | ---------------------------- | ---- | --------- | ------------------- |
| 1  | Robert P. Ervien             |      | 1912–1917 | Republikaner        |
| 2  | Fred Muller                  |      | 1917–1918 | Republikaner        |
| 3  | Nelson A. Field              |      | 1919–1922 | Republikaner        |
| 4  | Justiniano Baca              |      | 1923–1925 | Demokrat            |
| 5  | Edwin B. Swope               |      | 1925–1926 | Demokrat            |
| 6  | Benjamin F. Pankey           |      | 1927–1929 | Republikaner        |
| 7  | Austin D. Crile              |      | 1929–1930 | Republikaner        |
| 8  | James F. Hinkle              |      | 1931–1932 | Demokrat            |
| 9  | Frank Vesely                 |      | 1933–1936 | Demokrat            |
| 10 | Frank Worden                 |      | 1937–1940 | Demokrat            |
| 11 | H. R. Rodgers                |      | 1941–1944 | Demokrat            |
| 12 | John E. Miles                |      | 1945–1948 | Demokrat            |
| 13 | Guy Shepard                  |      | 1949–1952 | Demokrat            |
| 14 | E. S. Johnny Walker          |      | 1953–1956 | Demokrat            |
| 15 | Murray E. Morgan             |      | 1957–1960 | Demokrat            |
| 16 | E. S. Johnny Walker          |      | 1961–1964 | Demokrat            |
| 17 | Guyton B. Hays               |      | 1965–1968 | Demokrat            |
| 18 | Alex J. Armijo               |      | 1969–1974 | Demokrat            |
| 19 | Phil R. Lucero               |      | 1975–1978 | Demokrat            |
| 20 | Alex J. Armijo               |      | 1979–1982 | Demokrat            |
| 21 | Jim Baca                     |      | 1983–1986 | Demokrat            |
| 22 | W. R. Humphries              |      | 1987–1990 | Republikaner        |
| 23 | Jim Baca                     |      | 1991–1993 | Demokrat            |
| 24 | Ray Powell                   |      | 1993–2002 | Demokrat            |
| 25 | Patrick H. Lyons             |      | 2003–2010 | Republikaner        |
| 26 | Ray Powell                   |      | 2011–2014 | Demokrat            |
| 27 | Aubrey Dunn junior           |      | seit 2015 | Republikaner        |